# Texto teatral
O texto teatral é um texto que apresenta na maioria das vezes o discurso direto e serve para o elenco de um espetáculo teatral ter como base, e saber de todas as ações que acontecerão. Sua parte narrativa é bem resumida, e estas são chamada de rubricas. Na maioria dos casos o texto dramático não apresenta um narrador. Os fatos ocorrem por meio de diálogos.

## A estrutura do texto teatral
Os gêneros são muito importantes. Esse gênero apresenta introdução ou apresentação, complicação, clímax e desfecho.
Introdução ou Apresentação
Momento do texto em que os fatos iniciais são apresentados (Espaços, personagens e situação inicial).
Complicação
Momento do texto em que surge um problema gerando a ação dos fatos.
Clímax
Ponto de maior tensão do texto.
Desfecho(parte muito importante)
Acontece no tempo do espetáculo. É formado somente pelas falas dos personagens.
Primeiro vem o nome de quem vai falar e depois o que é dito, podendo ter antes da fala observações, como o estado de espírito do personagem ou observações cênicas, que são as rubricas (vêm geralmente entre parênteses).